# Partito della Francia

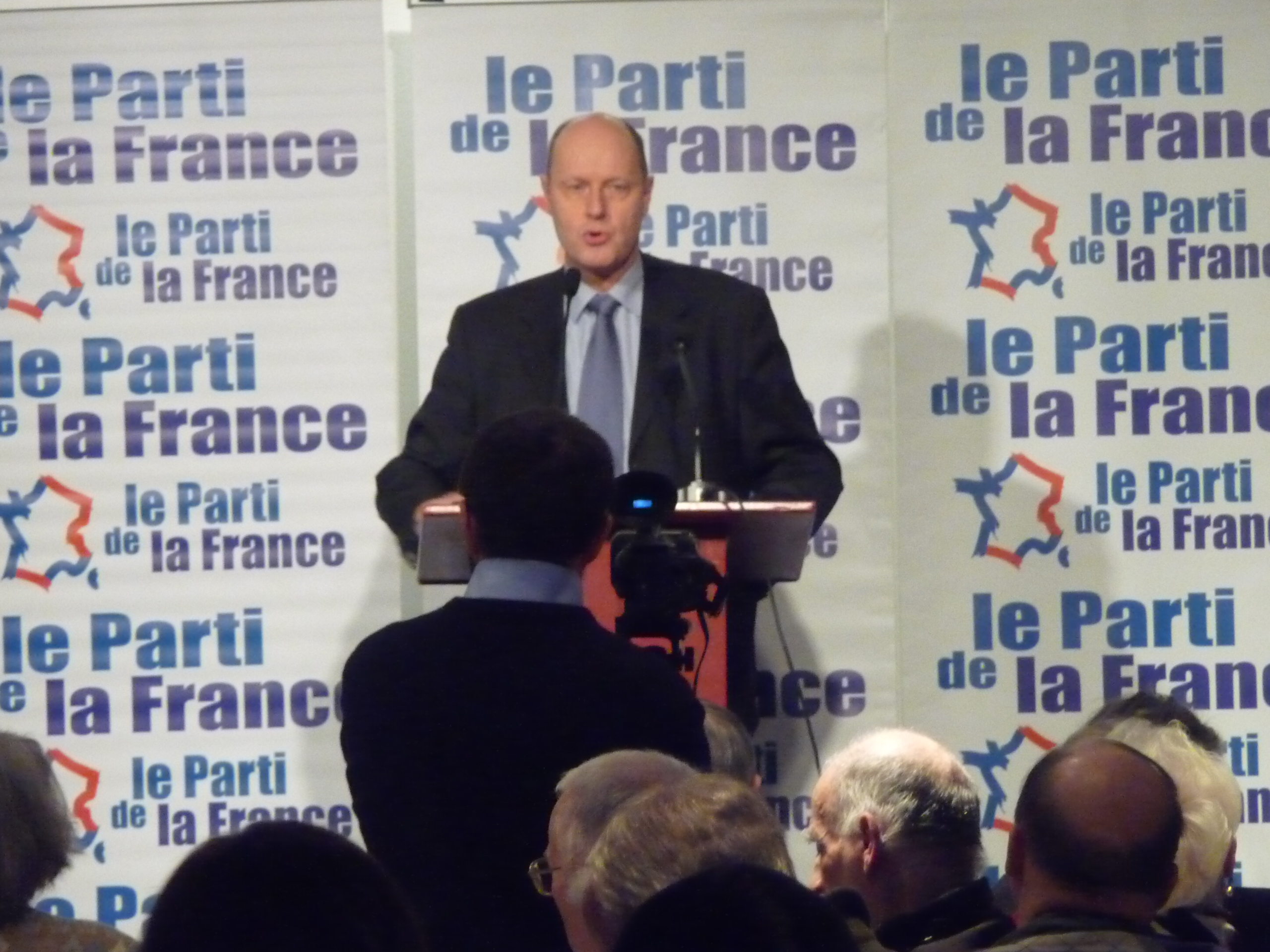
Carl Lang

Il Partito della Francia (PDF) è un partito politico francese.

## Storia
Fu fondato da Carl Lang e da altri ex membri del Fronte Nazionale il 23 febbraio 2009. Il PDF si propone di "preparare l'avvenire e di ricostruire la corrente nazionale".
Essendosi formato da un insieme di singoli membri del FN al momento della preparazione delle elezioni europee del 2009 in Francia, il Partito della Francia riunisce sin dalla sua creazione diversi nomi di vecchi dirigenti del Fronte Nazionale, come Martine Lehideux, Bernard Antony, Martial Bild, Fernand Le Rachinel. Il partito ha presentato delle liste alle elezioni europee senza affrontare direttamente né Jean-Marie Le Pen né Bruno Gollnisch.
Il partito rivendica di essere la "destra nazionale, sociale ed identitaria", e mira a riunire intorno al suo leader tutti i nazionalisti ostili a Le Pen e all'attuale orientamento del FN. Insieme a Jean-Claude Martinez, che non ha aderito al PDF, queste personalità sono state candidate alle europee del 2009.
Al debutto del 2009, il partito contava diverse decine di vecchi eletti locali del FN (consiglieri regionali e municipali), principalmente nelle regioni Nord-Passo di Calais, Piccardia, Bassa Normandia, Île-de-France e Centro, oltre che due deputati europei.
La creazione del PDF è stata caldeggiata da altri enti in rottura con il Fronte Nazionale, come la Nuova Destra Popolare ed il MNR.
Nel 2019, Carl Lang si è dimesso da presidente del partito;  l'unico candidato, Thomas Joly gli succede, con Bruno Hirout segretario generale.

## Elezioni europee del 2009
Si sono presentati tre capilista:
- Carl Lang nel Nord-Ovest
- Jean-Claude Martinez nel Sud-Ovest
- Jean Verdon nella Massiccio Centrale-Centro

I risultati ottenuti dal partito sono stati:
- 1,89% nel Massiccio Centrale
- 1,52% nel Nord-Ovest
- 0,92% nel Sud-Ovest

## Presidenti
- 2009-2019: Carl Lang
- dal 2019: Thomas Joly

## Direzione
- Christian Baeckeroot, ex deputato, membro dell'ufficio politico.
- Fernand Le Rachinel, membro dell'ufficio politico.
- Martine Lehideux, ex europarlamentare, membro del Consiglio nazionale.
- Martial Bild, membro dell'ufficio nazionale.
- Éric Pinel, membro dal 2009.
- Jean-Pierre Reveau, ex deputato, membro dal 2011, membro del consiglio nazionale e dell'ufficio politico dal 2014.
- Alexandre Hinger, membro dal 2023, delegato nazionale per le comunicazioni dal 2023